# بيديا
البيديا هم أحد مجتمعات ولاية بيهار. يُعتقد أنهم عاشوا في الأصل في موهديباهار (Mohdipahar ) وينحدرون من زواج الأمير فيدبانسي (Vedbansi) من فتاة من شعب موندا.
البيديا، ويسمون أحيانًا باديا، هم مجتمع مسلم يوجد في شرق الهند. إنهم مجتمع من الرعاة الذين تخصصوا تقليديا في إخصاء الماشية. يتحدث المجتمع عددًا من اللهجات البنغالية ويستخدمون الألقاب تشودري، وسيخ ، وموندال.